# (15265) Ernsting
(15265) Ernsting (1990 TG13) – planetoida z pasa głównego asteroid okrążająca Słońce w ciągu 3,78 lat w średniej odległości 2,43 j.a. Odkryta 12 października 1990 roku.